# 795-й истребительный авиационный полк
795-й истребительный авиационный полк (795-й иап) — воинская часть Военно-воздушных сил (ВВС) Вооружённых Сил РККА, принимавшая участие в боевых действиях Великой Отечественной войны.

## История наименований полка
За весь период своего существования полк своё наименование не менял - 795-й истребительный авиационный полк.

## История полка
795-й истребительный авиационный полк сформирован 12 марта 1942 года из резерва личного состава 13-го запасного истребительного авиационного полка ВВС Приволжского военного округа в г. Кузнецк Пензенской области по штату 015/174 на основании Директивы штаба Приволжского военного округа № 00918 от 07.03.1942 г. В период с 12 марта по 25 апреля осваивал самолёты Як-1. С 26 апреля 1942 года включён в состав 15-й ударной авиационной группы резерва Ставки ВГК, находившейся в оперативном подчинении ВВС Крымского фронта.
Со 2 мая 1942 года полк приступил к боевым действиям на Крымском полуострове на самолётах Як-1, базируясь на полевых аэродромах Кубани. Передан в состав ВВС 47-й армии Крымского фронта. Полк осуществлял авиационную поддержку частей 47-й армия, которая наряду с другими армиями фронта вела бои с превосходящими силами противника, перешедшими в наступление в направлении на город Керчь и после продолжительных боёв оставила Керченский полуостров, эвакуировавшись на Таманский полуостров. В одном из боёв штурман полка Диденко Г. В. 5 мая 1942 года, взлетел с блокированного аэродрома и завязал воздушный бой с 8-ю истребителями противника. В воздушном бою над ст. Семь Колодезей над позициями наших войск в течение 20 минут вёл бой и на самолёте Як-1 сбил 3 вражеских истребителя Ме-109. Сам, будучи раненым, выбросился на парашюте из горящего самолёта.
20 мая полк вместе с ВВС 47-й армии был включён в состав Северо-Кавказского фронта, а 25 мая выведен с фронта на доукомплектование с перебазированием в 13-й запасной истребительный авиационный полк ВВС Приволжского военного округа в г. Кузнецк Пензенской области.
Всего в составе действующей армии полк находился со 2 мая по 25 мая 1942 года.

### Итоги боевой деятельности полка
Всего за период боевых действий полком:
| Выполнено боевых вылетов | Проведено воздушных боёв | Сбито самолётов в воздухе |
| ------------------------ | ------------------------ | ------------------------- |
| 214                      | 32                       | 11                        |

Свои потери:
| Потеряно самолётов, всего | Погибло лётчиков всего |
| ------------------------- | ---------------------- |
| 5                         | 4                      |

В период с 1 июня по 21 сентября полк находился в 13-м запасном истребительном авиационном полку, после чего полк расформирован, а 1-я эскадрилья направлена на доукомплектование 875-го иап, 2-я аэ — 517-го иап.

## Командиры полка
- майор Кацай Кузьма Тихонович[1], 12.03.1942 — 21.09.1942

## Участие в операциях и битвах
- Бои на Крымском полуострове - со 2 мая по 25 мая 1942 года

## Отличившиеся воины
- Диденко Гавриил Власович, штурман полка, Указом Президиума Верховного Совета СССР от 10 апреля 1945 года удостоен звания Героя Советского Союза будучи майором, командиром 482-го истребительного авиационного полка 322-й истребительной авиационной дивизии 2-го истребительного авиационного корпуса 2-й воздушной армии. Золотая Звезда № 4610.
- Чернобай Андрей Петрович, лётчик полка, Указом Президиума Верховного Совета СССР от 22 февраля 1943 года удостоен звания Героя Советского Союза будучи заместителем командира эскадрильи 875-го истребительного авиационного полка 274-й истребительной авиационной дивизии 1-го истребительного авиационного корпуса 3-й воздушной армии. Золотая Звезда № 815.

## Самолёты на вооружении
| Период | Самолёты | Фото |
| ------ | -------- | ---- |
| 1942   | Як-1     | Як-1 |